# 康科德 (喬治亞州)
康科德（英語：Concord）是一個位於美國喬治亞州派克縣的城鎮。

## 地理
康科德的座標為33°25′07″N 84°26′20″W / 33.41861°N 84.43889°W，而該地的平均海拔高度為247米（即810英尺）。

## 人口
根據2010年美國人口普查的數據，康科德的面積為2.20平方千米，當中陸地面積為2.20平方千米，而水域面積為0.00平方千米。當地共有人口375人，而人口密度為每平方千米170人。